# Joinville Challenger 2006
Il Joinville Challenger 2006 è stato un torneo di tennis facente parte della categoria ATP Challenger Series nell'ambito dell'ATP Challenger Series 2006. Il torneo si è giocato a Joinville in Brasile dal 7 al 13 agosto 2006 su campi in terra rossa.

## Vincitori

### Singolare
André Ghem ha battuto in finale  Bruno Echagaray con il punteggio di 6–1, 6–4

### Doppio
André Ghem /  Alexandre Simoni hanno battuto in finale  Marcelo Melo /  André Sá con il punteggio di 6–4, 5–7, [10-8]